# WNBA Coach of the Year Award
WNBA Coach of the Year Award – coroczna nagroda żeńskiej ligi koszykówki Women's National Basketball Association (WNBA) przyznawana od 1997 roku najlepszemu trenerowi lub trenerce ligi.
Laureat nagrody jest wybierany przez panel złożony z dziennikarzy oraz sprawozdawców sportowych z całych Stanów Zjednoczonych. Każdy z nich oddaje głos na pierwsze, drugie i trzecie miejsce. Pierwsze miejsce otrzymuje pięć punktów, drugie - trzy, trzecie - jeden. Trener lub trenerka z najwyższą sumą punktów otrzymuje nagrodę.
Sześcioro trenerów zdobyło nagrodę, a następnie mistrzostwo WNBA w tym samym sezonie: Van Chancellor (1997–1999), Bill Laimbeer (2003), John Whisenant (2005), Brian Agler (2010), Cheryl Reeve (2011), Sandy Brondello (2014).

## Laureaci
Cyfra w nawiasie oznacza kolejny wybór tego samego trenera lub trenerki.
| Rok  | Trener                | Zespół                   | Bilans |
| ---- | --------------------- | ------------------------ | ------ |
| 1997 | Van Chancellor        | Houston Comets           | 18–10  |
| 1998 | Van Chancellor (2)    | Houston Comets           | 27–3   |
| 1999 | Van Chancellor (3)    | Houston Comets           | 26–6   |
| 2000 | Michael Cooper        | Los Angeles Sparks       | 28–4   |
| 2001 | Dan Hughes            | Cleveland Rockers        | 22–10  |
| 2002 | Marianne Stanley      | Washington Mystics       | 17–15  |
| 2003 | Bill Laimbeer         | Detroit Shock            | 25–9   |
| 2004 | Suzie McConnell-Serio | Minnesota Lynx           | 18–16  |
| 2005 | John Whisenant        | Sacramento Monarchs      | 25–9   |
| 2006 | Mike Thibault         | Connecticut Sun          | 26–8   |
| 2007 | Dan Hughes (2)        | San Antonio Silver Stars | 20–14  |
| 2008 | Mike Thibault (2)     | Connecticut Sun          | 21–13  |
| 2009 | Marynell Meadors      | Atlanta Dream            | 18–16  |
| 2010 | Brian Agler           | Seattle Storm            | 28–6   |
| 2011 | Cheryl Reeve          | Minnesota Lynx           | 27–7   |
| 2012 | Carol Ross            | Los Angeles Sparks       | 24–10  |
| 2013 | Mike Thibault (3)     | Washington Mystics       | 17–17  |
| 2014 | Sandy Brondello       | Phoenix Mercury          | 29–5   |
| 2015 | Bill Laimbeer (2)     | New York Liberty         | 23–11  |
| 2016 | Cheryl Reeve (2)      | Minnesota Lynx           | 28–6   |
| 2017 | Curt Miller           | Connecticut Sun          | 21-13  |
| 2018 | Nicki Collen          | Atlanta Dream            | 23-11  |
| 2019 | James Wade            | Chicago Sky              | 20-14  |
| 2020 | Cheryl Reeve (3)      | Minnesota Lynx           | 14–8   |
| 2021 | Curt Miller           | Connecticut Sun          | 26-6   |
| 2022 | Becky Hammon          | Las Vegas Aces           | 26-10  |
| 2023 | Stephanie White       | Connecticut Sun          | 27-13  |